# Paragon Space Development Corporation
Die US-amerikanische Firma Paragon Space Development Corporation wurde 1993 durch ein Team von Ingenieuren und zwei Teilnehmern des ersten Biosphäre 2-Experimentes gegründet. Sie hat ihren Sitz in Tucson, Arizona. Paragon ist ein bedeutender Lieferant von Lebenserhaltungssystemen für die Luftfahrt- und Raumfahrtindustrie.
Paragon verfügt auch über Kenntnisse und Verfahren im Bereich des Grünen Bauens. Hier bringt Paragon seine jahrelange Erfahrung aus der Entwicklung von Systemen für die Raumfahrt ein, um Gebäude ökologisch zu optimieren.
Zu ihren Kunden zählen Lockheed Martin, NASA, Rocketplane Kistler, SpaceX, Boeing sowie Bigelow Aerospace. Auch das deutsche Unternehmen Cargolifter AG nahm die Dienstleistungen des Unternehmens in Anspruch und ließ sich die Operations Abteilung durch einen Paragon-Mitarbeiter aufbauen. Die NASA hat Paragon im Rahmen des CCDev-Programmes mit 1,4 Millionen US-Dollar bei der Entwicklung eines neuartigen Lebenserhaltungssystems gefördert.